# 硬質磁器
硬質磁器（こうしつじき、英語: hard-paste porcelain）とは、軟質磁器以外の磁器の総称。硬磁器とも呼ばれ、一般的な磁器はこれに分類される。
硬質磁器はさらに1,300℃以上で焼成される高火度磁器と、それ以下で焼成される低火度磁器に分類される場合もある。前者の例として、ベルリン王立磁器製陶所で作られたベルリン磁器などが挙げられる。後者には普通食器などが入る。
なお、カオリンを含むハードペーストは磁器すべての原料であり、硬質磁器だけがこれから作られるわけではない。